# 那珂川

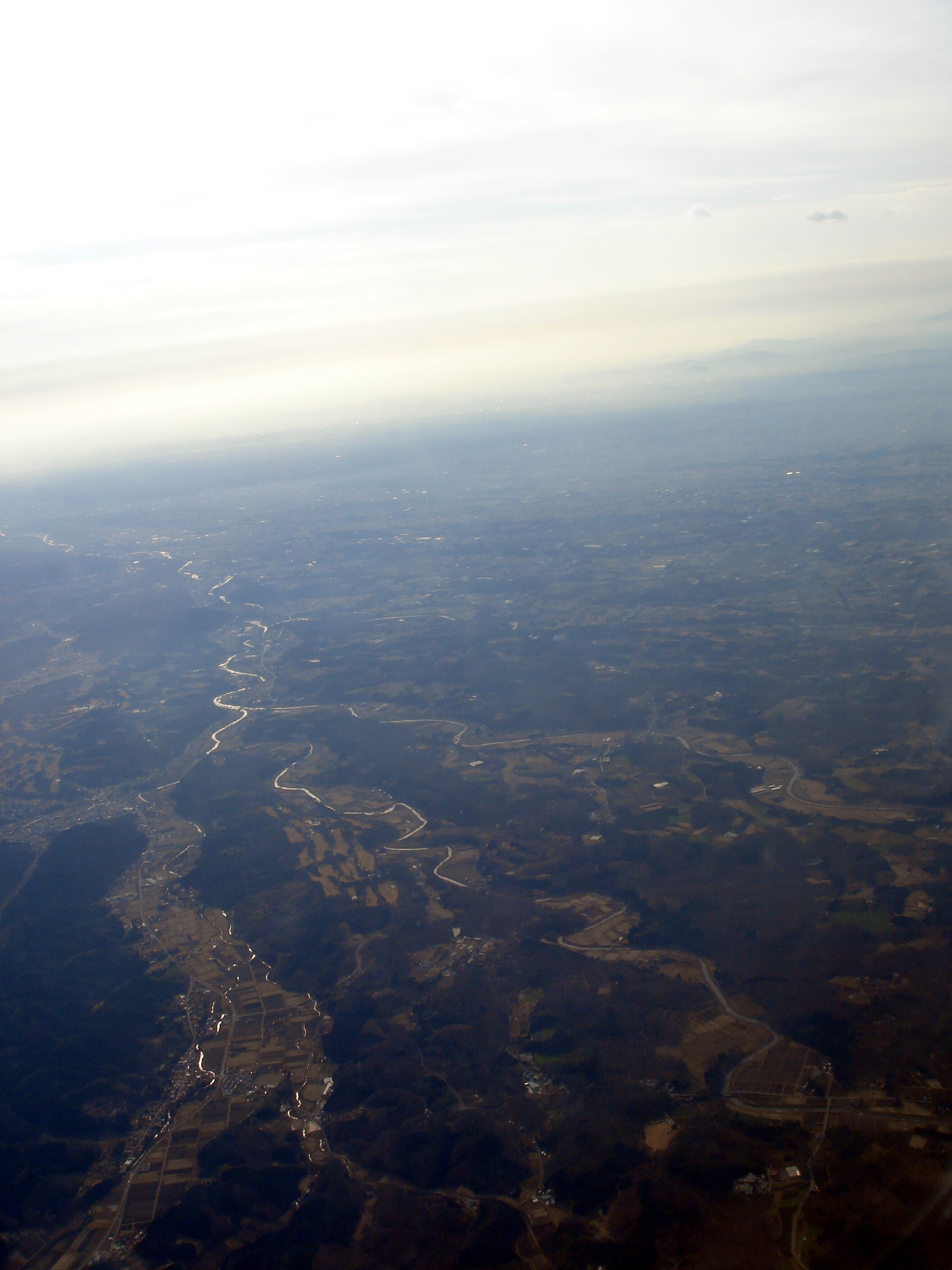
那須野原與那珂川及其支流

那珂川（日语：／）是日本一級水系那珂川的主流，源自栃木縣北部那須郡那須町那須岳山麓，沿該縣東部往南流至芳賀郡茂木町轉向東，進茨城縣後往東南方流至常陸那珂市與東茨城郡大洗町交界注入太平洋。

## 概要
那珂川為關東地方第三大河，也是以清澈聞名的河川。上游位在日光國立公園指定地域內，保留許多自然景色，中游流域則在那珂川縣立自然公園的保護範圍內。流域內有豐富魚類棲息、江戶時代的那珂川以鉤吻鮭逆流而上而聞名，同時鉤吻鮭也是獻給水戶藩的獻上品。初夏，栃木縣至茨城縣的中游地帶及其支流盛產香魚，因此設有許多觀光梁場（捕香魚設施），觀光客可享受捕魚與烤魚兩種樂趣，另也可見眾多釣客。栃木縣大田原市佐良土（さらど）的那珂川河畔有縣的水產試驗場，除了進行淡水魚的研究，還設有國內知名的淡水魚水族館栃木縣那珂川水遊園。河口附近的那珂湊漁港魚市場是附近民眾購買海產的主要市場。支流的涸沼則是鯡魚的生長南限。

## 地理
那珂川源自於栃木縣那須郡那須町那須岳山麓，從東南往南流至同縣茂木町往東經茨城縣常陸大宮市、水戶市，至常陸那珂市與東茨城郡大洗町交界注入太平洋。
包含支流在內的那珂川水系上游是位在那須火山帶南端，因此可見板室溫泉與那須溫泉鄉、鹽原溫泉鄉等溫泉地。另外，那珂川上流在那須野原北端形成溪谷，過JR東北本線黑磯站北側栃木縣道55號西那須野那須線（舊國道4號）晩翠橋後，由於聚集了那須高原降雨水源，可見河面逐漸變寬。經大田原市至那須郡那珂川町交界處，是箒川的匯流處。進入那須烏山市後再次進入山谷，並與荒川匯合。那珂川至芳賀郡茂木町大瀨附近轉往東流，與逆川匯合，通過國道123號新那珂川橋後進入茨城縣。該處附近是有「北關東嵐山」之稱的御前山，景色優美。進入茨城縣後，再轉向東南，流過御前山大橋後與緒川匯流，通過小場江頭首工後再度南下，通過東茨城郡城里町與那珂市交界後與藤井川匯流進入水戶市。過國田大橋與田野川匯合的那珂川再轉向東至水戶市北部低地。在國道6號水戶大橋附近與櫻川匯合後繼續東進至大洗附近與涸沼川匯合注入太平洋。
那珂川流域自古以來便是重要的穀倉地帶，水戶市以外地區可見水田。那珂川水系有涸沼與千波湖等天然湖泊。御前山至水戶市之間有發達的河岸段丘。

## 那珂川開發史
那珂川流域自古以來便是重要的穀倉地帶，人口眾多。常陸國又稱「常世之國」，《常陸國風土記》亦記載了此地的豐饒。

### 水戶藩的河川開發
那珂川的水利正式起於江戶時代。1590年（天正18年），佐竹義宣平定常陸全域，豐臣秀吉封賞常陸一國54萬石。義宣以水戶城為本據地，為了領國的經營在關原之戰中搖擺（義宣加入西軍石田方，但父親佐竹義重加入東軍德川方）。1602年（慶長7年）減轉封出羽久保田（之後的秋田市）。
德川家康將水戶作為對伊達政宗的要衝地，先後派遣5男武田信吉、10男德川賴宣、11男德川賴房出任水戶藩主，負責仙道筋的防衛。因此，水戶急速發展，然而當時城下的千波湖是現在的兩倍大，容易造成水患。對此，家康命令關東郡代伊奈忠次建設以調節洪水與灌漑為目的的用水路（水道）。1610年（慶長15年），以伊奈備前守忠次命名的備前堀完工。總長10公里的用水路為那珂川南岸的灌溉做出貢獻。
另一方面，那珂川北岸那珂郡位在河岸段丘上，供水不足，使得灌溉成為一大課題。1656年（明曆2年），德川賴房命令永田茂右衛門在那珂川北岸開鑿用水路。茂右衛門在那珂郡下江戶（現那珂市下江戶）開鑿從那珂川取水至現在常陸那珂市武田的30公里用水路，稱小場江用水路。現在雖然從常陸大宮市三美的小場江頭首工取水，但小場江用水路現在依然是當地重要的農業水源之一。
水戶藩第三代藩主德川綱條規劃整備連結涸沼與北浦的運河。此運河將提升水戶與江戶的流通，物資不須繞至鹿島灘，直接從北浦經利根川前往江戶，並可改善水戶藩困頓的財政。綱條任用浪人松浪勘十郎，配合削減支出與增收年貢，開始建設稱作「勘十郎堀」的運河。此事業在1706年（寶永6年）動工，但由於農民不堪負荷，引發大規模百姓一揆，事業停滯。1709年（寶永9年），勘十郎被水戶藩開除。

### 那須疏水事業
位於那珂川上游的栃木縣那須野原，是由起源於那須岳、大佐飛山地、高原山等多條河川（那珂川、熊川、蛇尾川、箒川）所沖積形成的日本最大級複合扇形地。面積達約四萬公頃，但河水多以伏流水的形式潛入地下，因此水源供給並不寬裕。然而，大田原藩與黑羽藩等那須地域各藩僅開鑿蟇沼用水與木之俣用水等小型水道確保城下用水，因此當時的那須野原仍維持原野狀態。
明治時代，那須野原正式開發，水源供給成為問題。栃木縣初代縣令鍋島幹提出打造運河連結那須與東京的「大運河構想」。該構想雖未能實現，但也開啟了那須野原的灌漑整備構想。那須地方的實業家印南丈作與矢板武提出了引入那珂川灌溉那須野原的構想。在栃木縣令三島通庸的強力支持下，內務省將那須疏水事業定為正式事業，1885年（明治18年）9月動工。
首先，在那珂川上流的西岩崎建造頭首工（西岩崎頭首工），從此地至台地的水道則由開鑿安積疏水（福島縣）的熟練技術工進行。翌年開始進行約46.5公里的支線水路建設，可為長年水源不足的那須野原帶來穩定的水源供給。1905年（明治38年）與1928年（昭和3年）再進行擴張事業，最終完成總長約332.9公里的水路網，可開墾面積達約4,000公頃。
那須疏水與安積疏水（福島縣）、琵琶湖疏水（京都府）並稱「日本三大疏水」。

### 水患與治水事業
由於過去聚落都在河岸段丘上，並沒有大型的治水事業。但至明治以後，人口大幅增加，低地形成聚落，使得水患受到注目。當那須高原降下豪雨後，栃木縣那珂川流域的洪水一口氣湧入下游的水戶市一帶，使得水戶市的那珂川流域一帶成為水患易發地帶。
1940年（昭和15年）9月的豪雨後，內務省直轄管理那珂川，開始進行堤防整備等河川整備作業。戰後的1947年（昭和22年）發生大洪水後，那珂川水系正式展開治水事業。1965年（昭和40年），那珂川水系隨著《河川法》修正，指定為一級水系。現在的箒川匯合點至河口的區間成為直轄管理區間。同時期，栃木縣、茨城縣在主要支流箒川、荒川、藤井川等規劃建設調節洪水的輔助多功能水壩，之後陸續完成西荒川水壩、鹽原水壩、藤井川水壩、東荒川水壩、飯田水壩。
然而，這些工程並未完全解決洪水水患，特別是1986年（昭和61年）8月的「昭和61年8月豪雨」與1998年（平成10年）8月的「平成10年8月豪雨」，造成那珂川流域嚴重水患。「昭和61年8月豪雨」最終造成3,580戶淹水，成為史上最嚴重的水患。
建設省（現國土交通省關東地方整備局）在1988年（昭和63年）依據《激甚災害法》進行『那珂川災害緊急改修事業』，消除無堤地，並在支流建設防止河水逆流的水門。接著1998年（平成10年）「直轄河川災害復舊等相關緊急事業制度」的制定，那珂川下游開始進行堤防整備，大場遊水池、御前山遊水池整備，以及改建阻礙洪水前進的JR東日本水郡線那珂川橋梁。
茨城縣也在1988年開始動工「藤井川水壩再開發事業」，開鑿水壩湖提高蓄水量，以強化洪水調節機能。不過，在地方居民反對，以及《水源地域對策特別措置法》（水特法）的指定下，緒川水壩建設中止。栃木縣縣營小規模生活貯水池事業「大室川水壩建設事業」未能列入2006年財務省預算案中，宣告事業中止。

### 水利與發電
1885年（明治18年）完成那須疏水後，水路網持續擴展，而比那須疏水更為古早的小型水道，如以蛇尾川為水源的蟇沼（ひきぬま）用水、以木之俣川為水源的木之俣用水也進行設施整備。但由於水路老化，以及追求設施合理化，1967年（昭和42年）起農林省（現農林水產省）開始進行『國營那須野原開拓建設事業』，1994年（平成6年）完成。該事業在那珂川本川建設深山水壩與板室水壩，充實那須疏水的水源，並整備西岩崎頭首工強化水源供給。那須疏水、蟇沼用水、木之俣用水三用水進行改建、整合，打造合理的用水道。
另一方面，茨城縣內整備小場江用水路供給那珂川左岸台地的灌漑用水，水戶市南部台地亦建設渡里用水路。那珂川右岸（水戶市西北部、東茨城郡北部、西茨城郡東部）由於沒有小河川。依然維持水源不足的情況。在藤井川水壩等未能滿足現有農地的用水需求下，農林水產省關東農政局與茨城縣在1987年（昭和62年）共同推動『國營那珂川沿岸土地改良事業』，規劃建設御前山水壩供給那珂川右岸地域的農業用水。然而由於水壩地盤過於脆弱，工程進度大幅落後，2012年才宣告完成。
水戶市的自來水仰賴那珂川，然而枯水期海水上昇可能造成鹽害，水源並不穩定。對此，藤井川水壩在1977年（昭和52年）改建為多功能水壩以供給自來水，1985年（昭和60年）再建設楮川水壩作為蓄水池穩定水源供給。栃木縣內為了因應東北新幹線開通帶來的人口增加，陸續建設深山水壩與東荒川水壩、寺山水壩等維持自來水供給。
水力發電方面，電源開發在1967年開始規劃在那珂川最上游建設沼原發電所。以同時期建設的深山水壩作為下池，沼原水壩作為上池，進行抽蓄發電，可提供67萬千瓦的電力。東京電力在1980年（昭和55年）起於蛇尾川建設發電量達90萬千瓦的鹽原發電所。鹽原發電所下池是那珂川水系壩高最高的蛇尾川水壩，上池八汐水壩是世界上壩高最高的瀝青面板堆石壩。

### 水質對策（千波湖、霞浦）
水戶市下水道整備遲緩，因此汙水多流入市內的中小河川，造成水質汚濁。特別是千波湖與櫻川，由於上游有團地，人口密度高，使得其水源－支流澤渡川與逆川嚴重汚染，產生惡臭與汙泥。
為了淨化水質，1986年（昭和61年）開始「千波湖淨化事業」，透過渡里用水導入關東著名清流那珂川水源淨水。另外，1976年（昭和51年）起建設省因土浦市、石岡市等下水道整備遅緩，開始進行「霞浦導水事業」，建設隧道連通那珂川與霞浦，除了改善水質汙濁的霞浦，並可供給首都圈自來水與工業用水。同時，建設省為了改善千波湖與櫻川水質，透過櫻排水機場，將那珂川水源流放至櫻川改善水質。
透過以上水質淨化事業，櫻川與千波湖水質逐漸改善。然而，近年在《家電回收法》施行後，栃木縣的那須疏水開始出現家電等難以處理的大型垃圾，成為那須野原土地改良區的一大難題。

## 七千山水源之森
三倉山南麓周邊的廣大森林被稱作七千山水源之森，為水源之森百選之一。
| 山岳   | 面積(ha) | 標高(m)    | 人工林(%) | 天然林(%) | 主要樹種           | 限制林                                       | 種類                                 |
| ------ | -------- | ---------- | --------- | --------- | ------------------ | -------------------------------------------- | ------------------------------------ |
| 三倉山 | 1,196    | 800〜1,900 | 0         | 100       | 山毛欅、水楢、岳樺 | 水源涵養保安林、自然環境保全地域、保健保安林 | 流水（那珂川）、水壩蓄水（深山水壩） |

## 那珂川水系主要河川
- 余笹川（日语：余笹川） - 1998年8月的4號颱風豪雨造成余笹川流域嚴重水患。
- 箒川 - 蛇尾川（日语：蛇尾川）
- 荒川（日语：荒川 (栃木県)） - 東荒川、西荒川
- 逆川
- 緒川
- 藤井川
- 櫻川 - 源自於水戶市與笠間市之間的山麓，全長12.97公里，流域面積71.7平方公里，為一級河川。支流有狹間川、澤渡川、逆川（日语：逆川 (水戸市)），下游水戶市區有千波湖[2]。
- 涸沼川（日语：涸沼川） - 涸沼（日语：涸沼）、涸沼前川、飯田川

## 那珂川水系的河川設施
那珂川水系在支流設有許多河川設施。除了兩個水力發電廠，其他多為治水相關的堤防整備與輔助性多功能水壩為主。水利相關除了灌溉用設備，還有市營（水戶市）的水道專用水壩。

### 河川設施一覧
| 一次 支流 （本流） | 二次 支流  | 三次 支流                   | 水壩名                            | 壩高 (m) | 蓄水 容量 （千m3） | 型式   | 事業者       | 備註       |
| ------------------ | ---------- | --------------------------- | --------------------------------- | -------- | ------------------ | ------ | ------------ | ---------- |
| 那珂川             | -          | -                           | 深山水壩                          | 75.5     | 25,800             | 堆石壩 | 栃木縣       | 農林省施工 |
| 那珂川             | -          | -                           | 板室水壩                          | 16.8     | 260                | 重力壩 | 栃木縣       | 農林省施工 |
| 那珂川             | -          | -                           | 西岩崎頭首工                      | -        | -                  | 可動堰 | 土地改良區   | 農林省施工 |
| 那珂川             | -          | -                           | 御前山遊水池                      | -        | -                  | 遊水池 | 國土交通省   | 計畫中     |
| 那珂川             | -          | -                           | 小場江頭首工                      | -        | -                  | 可動堰 | 土地改良區   |            |
| 那珂川             | -          | -                           | 大場遊水池                        | -        | -                  | 遊水池 | 國土交通省   | 計畫中     |
| （河道外）         | -          | -                           | 沼原水壩                          | 38.0     | 4,336              | 堆石壩 | 電源開發     |            |
| 黑川               | 大澤川     | -                           | 黑森水壩                          | 20.2     | 530                | 土壩   | 福島縣       |            |
| 黑川               | 板敷川     | -                           | 矢之目水壩                        | 29.0     | 1,070              | 土壩   | 栃木縣       |            |
| 黑川               | （河道外） | -                           | 千振水壩                          | 23.0     | 355                | 土壩   | 栃木縣       |            |
| 箒川               | -          | -                           | 箒川水壩                          | 11.1     | -                  | 重力壩 | 東京電力     | 小堰堤     |
| 箒川               | -          | -                           | 鹽原水壩                          | 60.0     | 8,760              | 重力壩 | 栃木縣       |            |
| 箒川               | 蛇尾川     | 小蛇尾川                    | 蛇尾川水壩                        | 104.0    | 11,800             | 重力壩 | 東京電力     |            |
| 箒川               | 蛇尾川     | 鍋有澤川                    | 八汐水壩                          | 90.5     | 13,200             | 堆石壩 | 東京電力     |            |
| 荒川               | -          | -                           | 東荒川水壩                        | 70.0     | 5,950              | 重力壩 | 栃木縣       |            |
| 荒川               | 西荒川     | -                           | 西荒川水壩                        | 43.5     | 4,300              | 重力壩 | 栃木縣       |            |
| 荒川               | 內川       | 宮川                        | 寺山水壩                          | 62.2     | 2,550              | 堆石壩 | 栃木縣       |            |
| 荒川               | 內川       | 宮川（三次） 簗目川（四次） | 鹽田水壩 （四次支流簗目川的水壩） | 26.1     | 450                | 堆石壩 | 栃木縣       |            |
| 大室川             | -          | -                           | 大室川水壩                        | 38.5     | -                  | 重力壩 | 栃木縣       | 考慮中止   |
| 相川               | -          | -                           | 御前山水壩                        | 52.0     | 7,200              | 堆石壩 | 農林水產省   |            |
| 江川               | -          | -                           | 江川水門                          | -        | -                  | 水門   | 國土交通省   |            |
| 藤井川             | -          | -                           | 藤井川水壩                        | 37.5     | 4,000              | 重力壩 | 茨城縣       |            |
| 藤井川             | 西田川     | -                           | 西田川水門                        | -        | -                  | 水門   | 國土交通省   |            |
| 田野川             | 楮川       | -                           | 楮川水壩                          | 35.0     | 1,970              | 重力壩 | 水戶市水道部 |            |
| 涸沼川             | 飯田川     | -                           | 飯田水壩                          | 33.0     | 2,600              | 重力壩 | 茨城縣       |            |
| 涸沼川             | 涸沼前川   | -                           | 三野輪水壩                        | 16.0     | 342                | 土壩   | 茨城縣       |            |

### 用水路、導水路
| 用水路名     | 所在地 | 管理者     |
| ------------ | ------ | ---------- |
| 那須疏水     | 栃木縣 | 栃木縣     |
| 小場江用水路 | 茨城縣 | 土地改良區 |
| 渡里用水     | 茨城縣 | 土地改良區 |
| 霞浦導水     | 茨城縣 | 國土交通省 |

### 那珂川水系的水壩

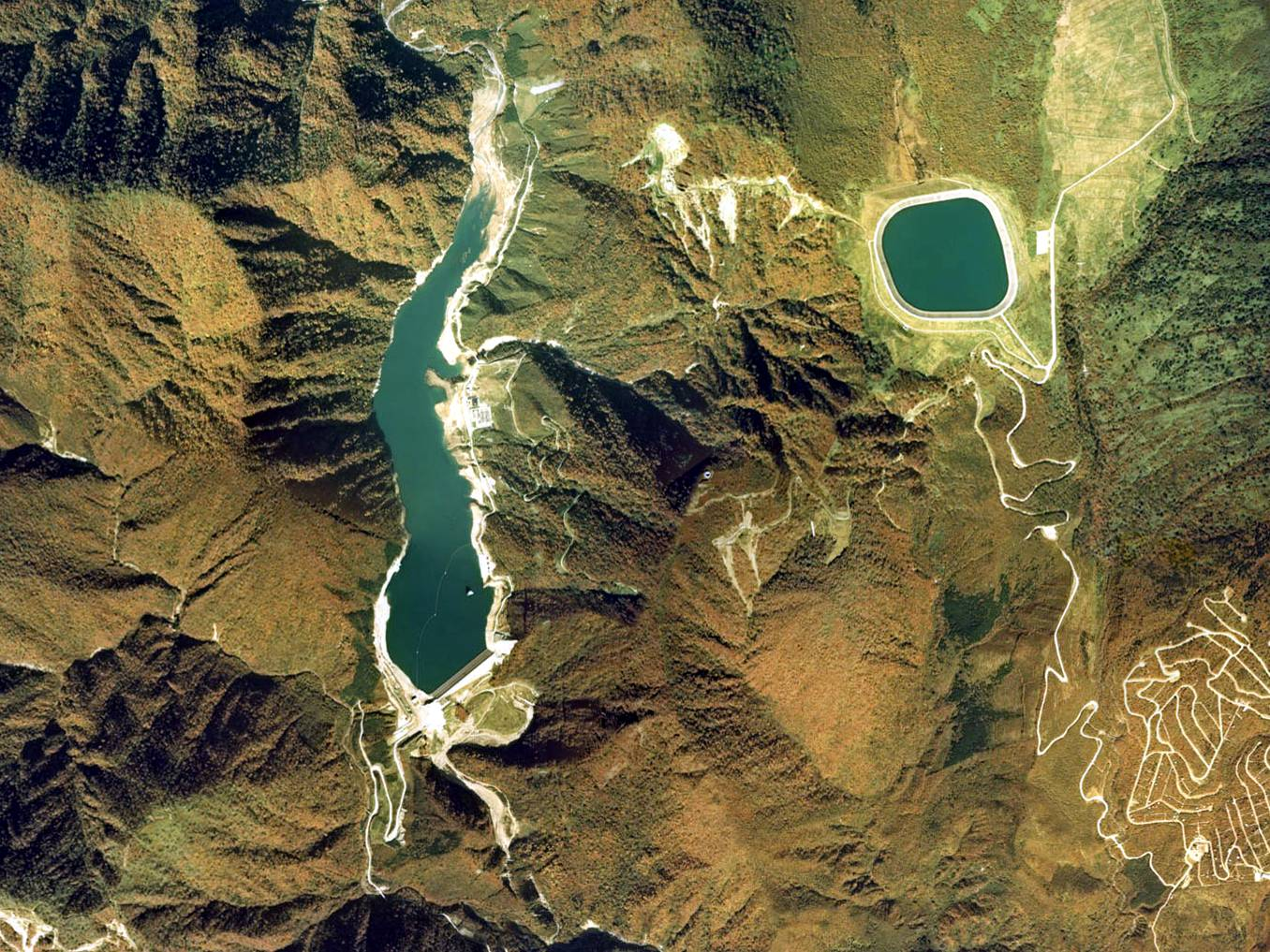
右邊是沼原水壩（日语：深山ダム），左邊是深山水壩（日语：深山ダム）
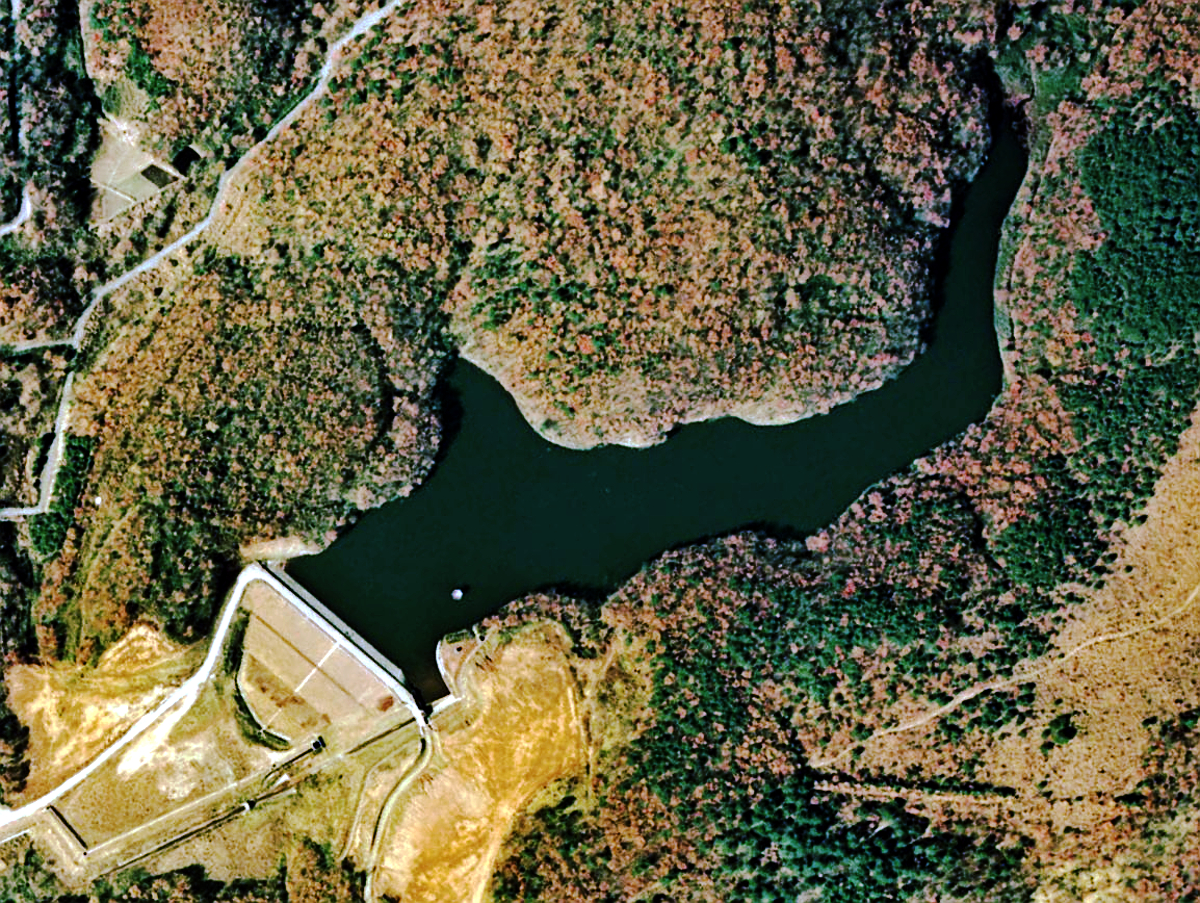
千振水壩（日语：千振ダム）（黑川/河道外）
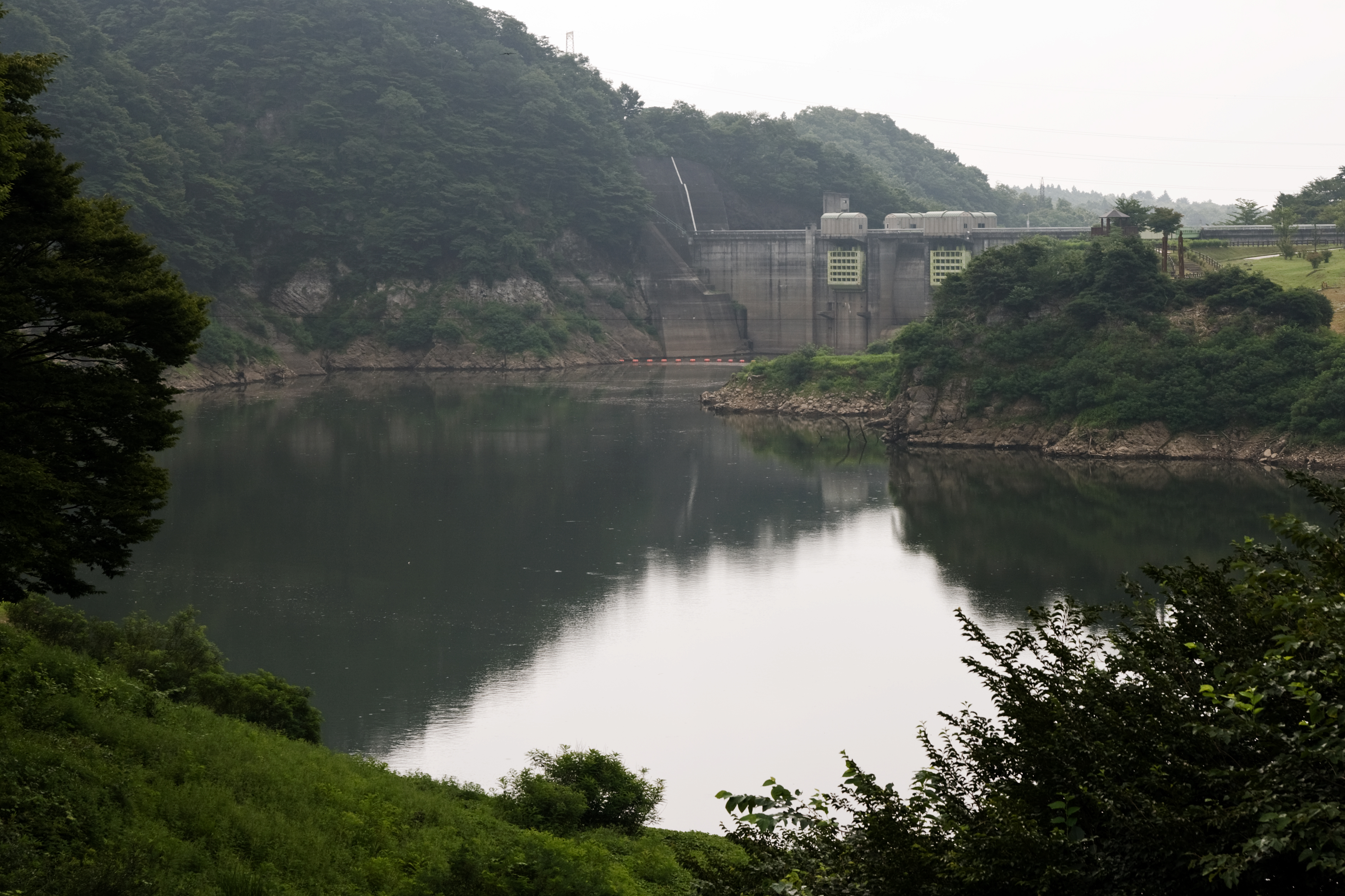
塩原水壩（日语：鹽原ダム）（箒川）
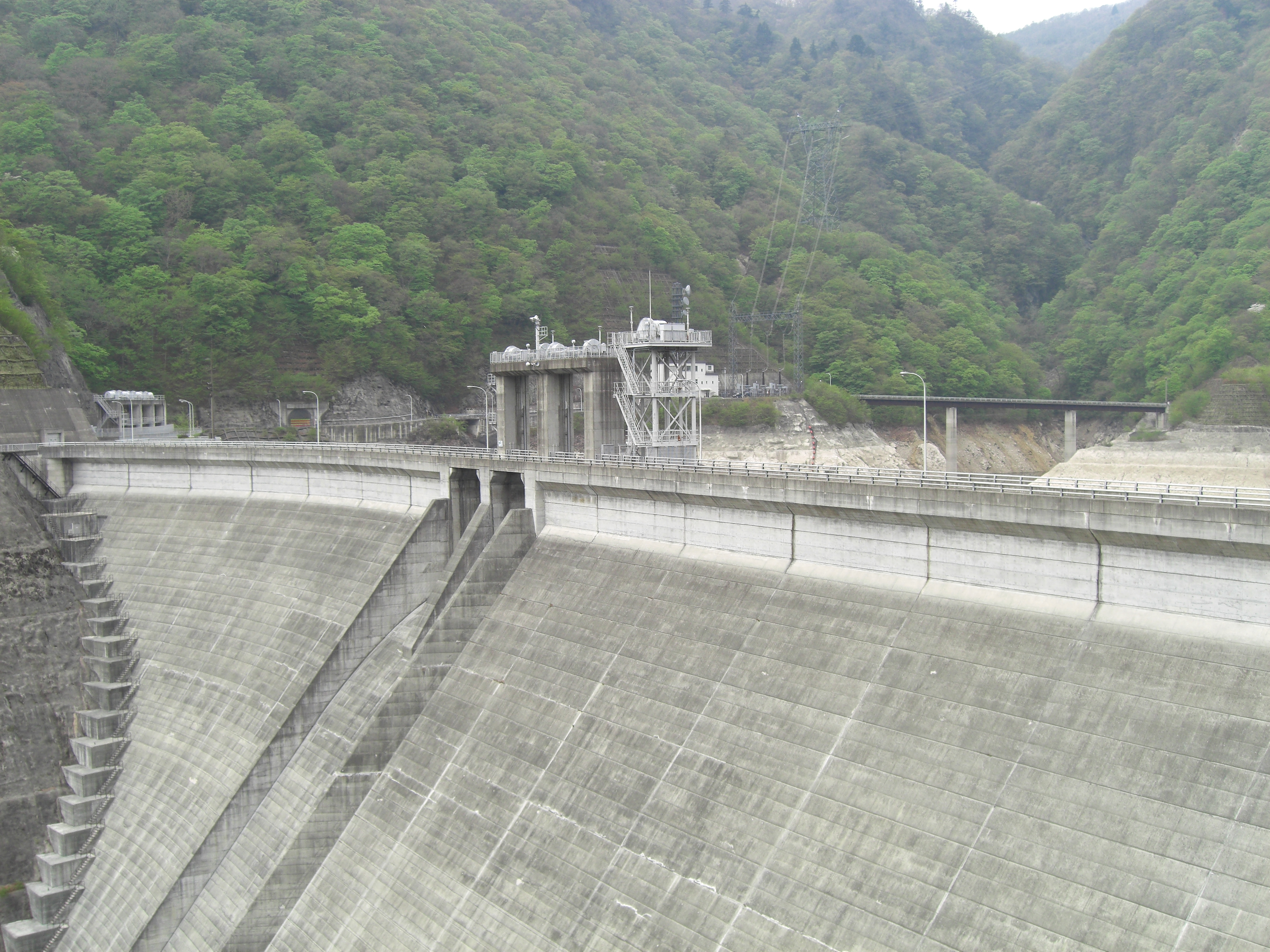
蛇尾川水壩（小蛇尾川）
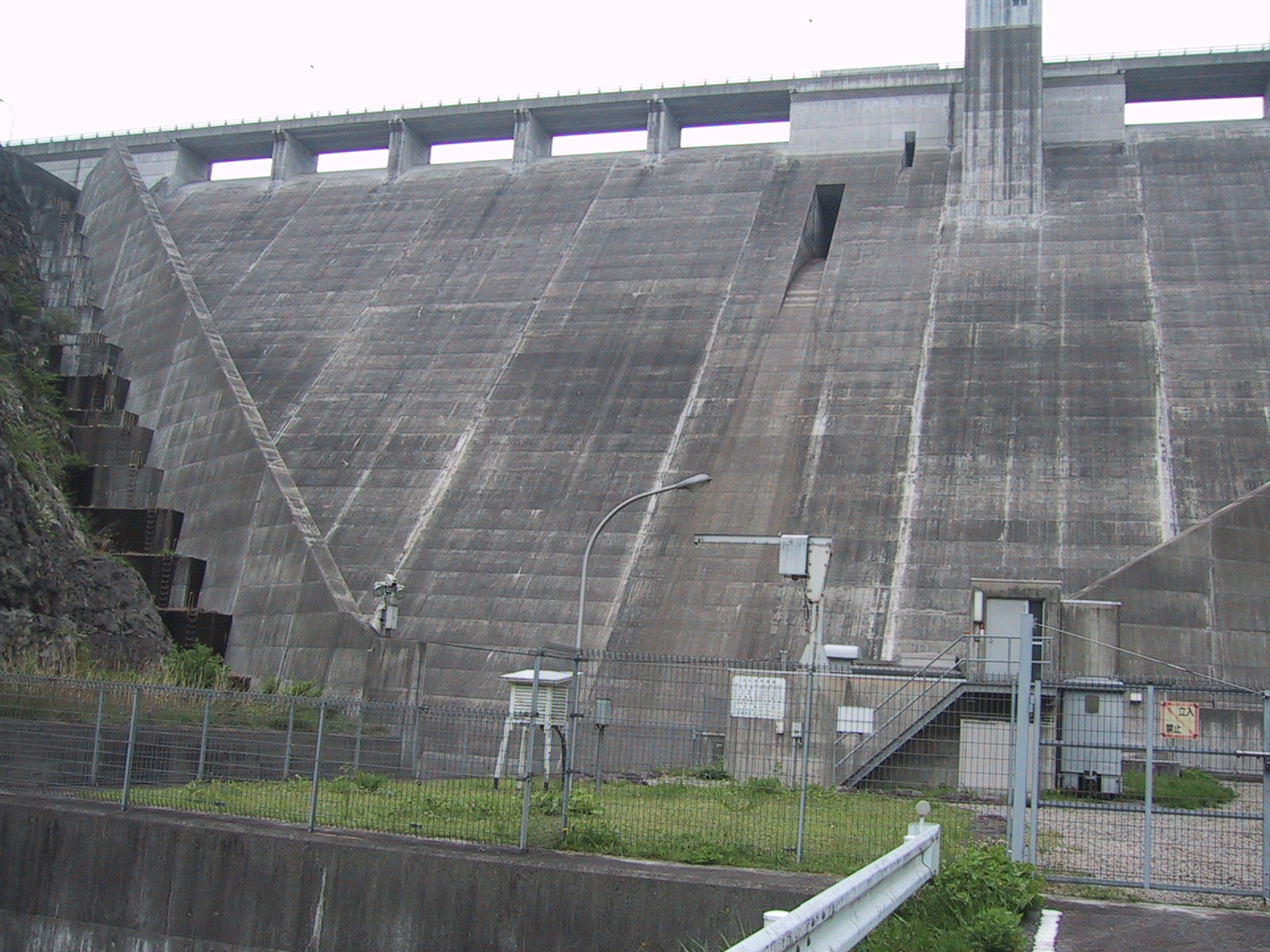
東荒川水壩（日语：東荒川ダム）（東荒川）
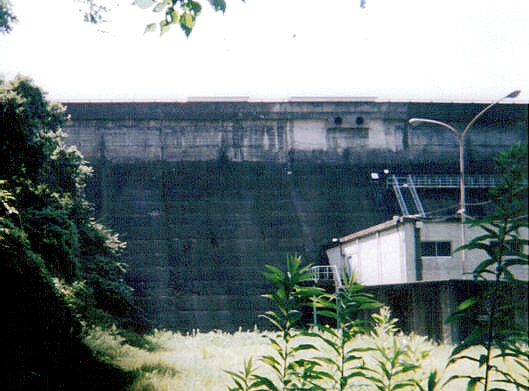
藤井川水壩（日语：藤井川ダム）（藤井川）
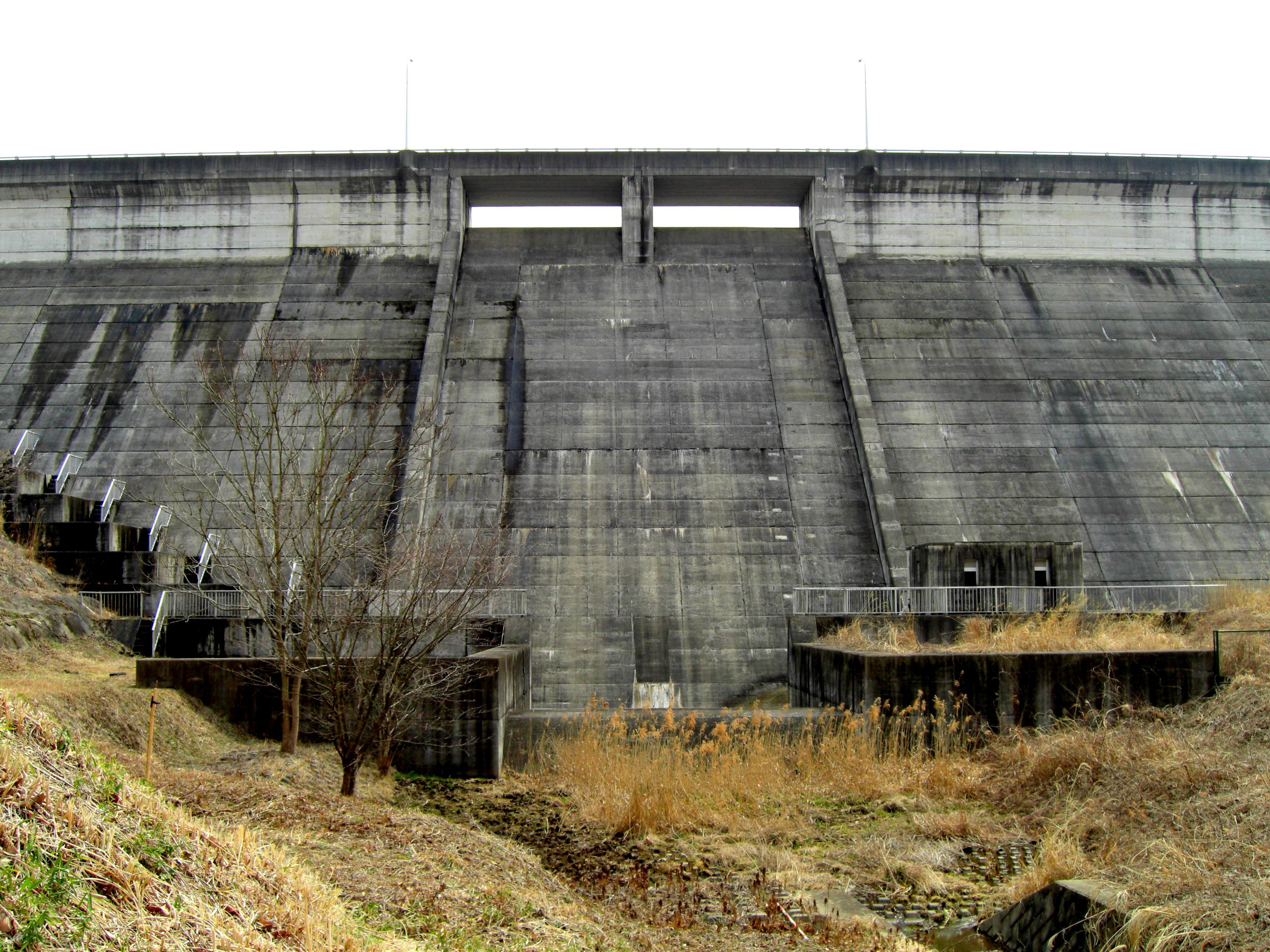
楮川水壩（日语：楮川ダム）（楮川）
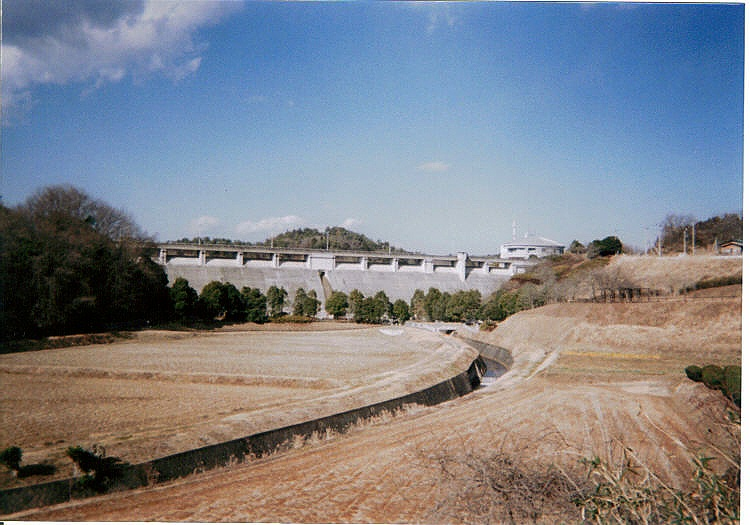
飯田水壩（日语：飯田ダム）（飯田川）

## 外部連結
- 河川整備基本方針（國土交通省） （页面存档备份，存于）